# Простые эфиры

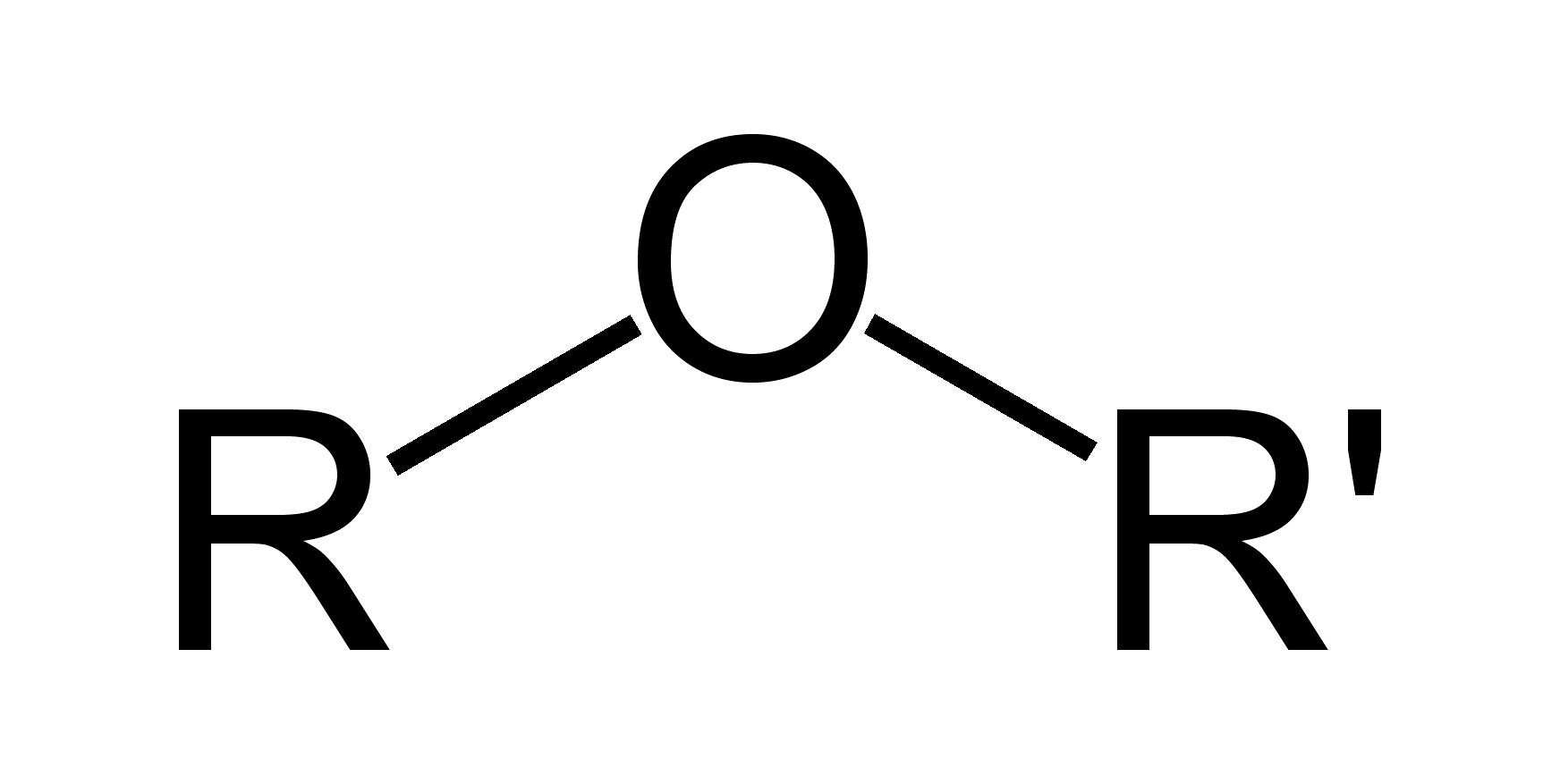
Общая структурная формула простых эфиров

Просты́е эфи́ры — органические вещества, имеющие формулу R-O-R', где R и R' — алкильные, арильные или другие заместители. Простые эфиры являются летучими жидкостями с приятным запахом. Благодаря своей химической инертности и особым сольватационным свойствам они широко используются как растворители в промышленности и лаборатории.

## Номенклатура
Рекомендации ИЮПАК позволяют при присвоении названий простым эфирам вида R-O-R' использовать разные типы номенклатуры:
- заместительную — когда группа R'-O- считается заместителем в родоначальном углеводороде RH;
- радикало-функциональную — называя функцию словом «эфир» (название «оксид» не рекомендуется) и перечисляя названия радикалов R и R' в виде приставок;
- умножительную (если R и R' циклические);
- заменительную;
- номенклатуру фанов[2].

Заместительная номенклатура является предпочтительной. В этом случае один из радикалов (R) выполняет роль родоначального углеводорода (RH) и получает название, соответствующее этому углеводороду. Группа R’O- считается заместителем, и её название образуется слиянием названия радикала R' и приставки окси, например:
CH3CH2CH2CH2CH2O- — пентилокси-.
В нескольких случаях за заместителем R’O- сохранено традиционное название:
CH3O- — метокси-; CH3CH2O- — этокси-; CH3CH2CH2O- — пропокси-; CH3CH2CH2CH2O- — бутокси-; C6H5O- — фенокси-; (CH3)3CO- — трет-бутокси-; (CH3)2CHO- — изопропокси-.
В таком случае полные названия простых эфиров выглядят следующим образом:
CH3OCH3 — метоксиметан;
CH3CH2OCH3 — метоксиэтан;
C6H5OCH3 — метоксибензол (также: анизол).
В радикало-функциональной номенклатуре названия заместителей перед словом «эфир» перечисляются в алфавитном порядке:
CH3OCH3 — диметиловый эфир;
CH3CH2OCH3 — метилэтиловый эфир;
PhOCH3 — метилфениловый эфир.
Заменительную номенклатуру удобно использовать в случае полиэфиров. В этом случае соединение называется как углеводород, а место, где углеродный атом формально заменён кислородом, называют в виде приставки «окса»-:
CH3OCH2CH2OCH2CH2OCH2CH2OCH3 — 2,5,8,11-тетраоксадодекан;
(по заместительной номенклатуре: 1-метокси-2-[2-(2-метоксиэтокси)этокси]этан).
В редких случаях, когда оба заместителя в простом эфире являются циклическими, можно использовать умножительную номенклатуру:
PhOPh — 1,1'-оксидибензол.

## Физические свойства и строение

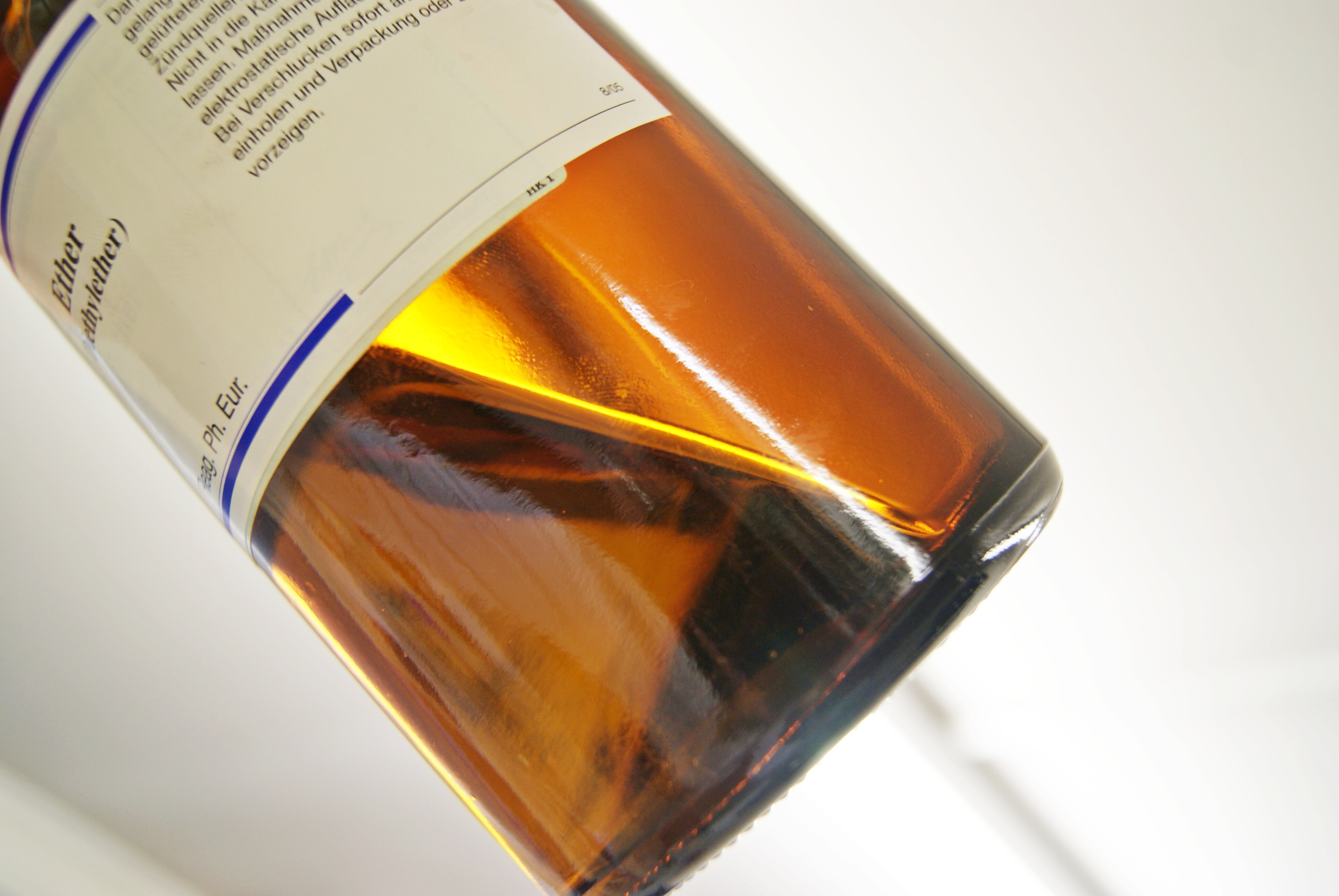
Диэтиловый эфир в бутылке

### Физические свойства
Эфиры — бесцветные, подвижные, легкокипящие жидкости с характерным запахом. Эфиры малорастворимы в воде, но хорошо растворяются в органических растворителях и сами растворяют органические соединения.

### Строение молекул

Валентный угол в молекулах простых эфиров

Строение молекул простых эфиров схоже со строением молекулы воды. Валентный угол С–O–C в диметиловом эфире составляет 112°. Атом кислорода имеет sp3-гибридизацию.

### Спектральные свойства
Характеристической полосой простых эфиров в инфракрасном спектре является полоса при 1150–1080 см–1, соответствующая колебаниям группы C–O–C. 
В спектрах 1Н ЯМР группа CH3O алкиловых эфиров имеет сигнал при 3,3-4,0 м. д., а та же группа метилариловых эфиров — при 3,7 м. д. Сигналы протонов двойной связи в виниловых эфирах (вида СН=СН–О) находятся при 5,7-7,5 м. д. (α-положение) и 3,5-5,0 м. д. (β-положение). Если сравнивать эти значения с положением сигналов в аналогичной углеводородной системе СН=СН–С, то сигнал α-углеродного атома оказывается смещённым на +1,2 м. д., а сигнал β-углеродного атома — на –1 м. д.
В спектрах 13C ЯМР насыщенных простых эфиров атом углерода, находящийся в α-положении от атома кислорода, даёт сигнал в области 50-100 м. д., а более удалённые атомы углерода — в области 10-60 м. д. У виниловых эфиров углероды двойной связи (С=С–О) дают сигналы при 115-165 м. д. (α-положение) и 70-120 м. д. (β-положение). При этом, если сравнивать спектры с углеводородными системами типа С=С–С, то сигнал α-углеродного атома в виниловых эфирах оказывается смещённым на +15 м. д., а сигнал β-углеродного атома — на –30 м. д. У ароматических простых эфиров сигнал α-углеродного атома кольца наблюдается при 135-155 м. д. (смещение +25 м. д. по сравнению с ареном). Сигналы остальных ароматических атомов углерода при введении эфирной группы смещаются на –15 м. д. (орто-положение), +1 м. д. (мета-положение) и –8 м. д. (пара-положение).
В масс-спектрах алифатических простых эфиров молекулярный ион проявляется в виде слабого сигнала, для ароматических простых эфиров — в виде интенсивного сигнала. Основное направление фрагментации молекулярного иона — разрыв связи между α- и β-углеродными атомами и гетеролитический разрыв связи C–O. В результате возникают ионы с массой (m/z), равной 31, 45, 59... М–46, М–33, М–18.
{\displaystyle {\mathsf {[R\!\!-\!\!CH_{2}\!\!-\!\!O\!\!-\!\!R']^{+\cdot }\rightarrow R^{\cdot }+CH_{2}\!\!=\!\!O^{+}\!\!-\!\!R'}}}
{\displaystyle {\mathsf {[R\!\!-\!\!O\!\!-\!\!R']^{+\cdot }\rightarrow R\!\!-\!\!O^{\cdot }+R'^{+}}}}
Для алкилариловых простых эфиров фрагментация протекает через потерю алкильной цепи. У диариловых эфиров молекулярный ион или ион М–Н теряет группу CO, а также происходит разрыв связи между атомом кислорода и арильным заместителем. Также в ходе масс-спектрометрии простые эфиры претерпевают перегруппировки с отщеплением молекулы спирта либо — в случае ариловых простых эфиров — с отщеплением алкена и образованием фенола.
{\displaystyle {\mathsf {[PhOCH_{2}CH_{2}R]^{+\cdot }\rightarrow [PhOH]^{+\cdot }+CH_{2}\!\!=\!\!CH\!\!-\!\!R}}}

## Получение

### Межмолекулярная дегидратация спиртов
При нагревании первичных спиртов с концентрированной серной кислотой при 130—140 °С образуются простые эфиры. С точки зрения механизма реакции, происходит алкилирование спирта под действием катиона алкоксония ROH+
2 или полуэфира серной кислоты ROSO3H.
{\displaystyle {\mathsf {2~CH_{3}CH_{2}OH{\xrightarrow[{}]{96\;\%~H_{2}SO_{4},~135~^{\circ }C}}CH_{3}CH_{2}OCH_{2}CH_{3}+H_{2}O}}}
Этот метод пригоден для получения некоторых простейших эфиров: диэтилового, дипропилового, дибутилового эфиров, тетрагидрофурана и диоксана. Недостатком этого метода является то, что вторичные и третичные спирты в этих условиях дегидратируются, превращаясь в алкены. Также он не позволяет получать несимметричные простые эфиры из двух разных спиртов, поскольку при этом получается смесь трёх продуктов.
Промышленным вариантом этой реакции является дегидратация спиртов в газовой фазе над оксидом алюминия, бокситом и другими катализаторами при нагревании до 180—250 °С. Выход эфиров в таких процессах составляет до 75 %.

### Реакция алкенов со спиртами
Спирты присоединяются к алкенам в присутствии кислотных катализаторов (серной, фосфорной кислоты, хлороводорода, фторида бора и др.), образуя простые эфиры.
{\displaystyle {\mathsf {(CH_{3})_{2}C\!\!=\!\!CH_{2}+CH_{3}OH{\xrightarrow[{}]{BF_{3},~100~^{\circ }C}}(CH_{3})_{2}C(OCH_{3})CH_{3}}}}

В промышленности таким способом получают простые эфиры из изобутилена либо изоамилена и метанола либо этанола, нагревая их над катионитом в кислой форме. При этом получают трет-бутилметиловый, трет-бутилэтиловый, трет-амилметиловый и трет-амилэтиловый эфиры.
В лабораторных условиях большее значение имеет реакция алкоксимеркурирования алкенов. Она аналогична реакции оксимеркурирования, при помощи которой алкены селективно превращают в спирты, однако в данном случае роль нуклеофильного реагента выполняет не вода, а спирт, который берут в качестве растворителя. Сам алкен вводят в реакцию с ацетатом ртути либо — для получения эфиров со вторичной или третичной алкильной группой — трифторацетатом ртути, а затем полученный продукт демеркурируют при помощи боргидрида натрия. Формально эта реакция представляет собой присоединения спирта по двойной связи согласно правилу Марковникова.
{\displaystyle {\mathsf {RCH\!\!=\!\!CH_{2}{\xrightarrow[{}]{Hg(OAc)_{2};~EtOH}}RCH(OEt)\!\!-\!\!CH_{2}\!\!-\!\!HgOAc{\xrightarrow[{}]{NaBH_{4}}}RCH(OEt)\!\!-\!\!CH_{3}}}}

### Реакция Вильямсона
Симметричные и несимметричные простые эфиры можно получить по реакции Вильямсона между алкоголятами и галогеналканами (либо сульфонатами). Эта реакция представляет собой нуклеофильное замещение по механизму SN2, и для неё верны соответствующие закономерности. Например, если в конечном продукте содержится вторичный или третичный заместитель, его следует вводить при помощи алкоголята, а не галогенида, поскольку в ином случае вместо замещения будет происходить реакция элиминирования. Наилучшими галогенидами в этой реакции являются первичные галогениды, а также аллил- и бензилгалогениды.
{\displaystyle {\mathsf {(CH_{3})_{3}COK+CH_{3}I\rightarrow (CH_{3})_{3}COCH_{3}}}}
{\displaystyle {\mathsf {CH_{3}ONa+((CH_{3})_{3}CCl\rightarrow (CH_{3})_{2}C\!\!=\!\!CH_{2}+NaCl+CH_{3}OH}}}
Симметричные простые эфиры можно получить из двух молекул галогеналкана в присутствии оксида серебра(I). Так, например, поступают в случае ди-трет-бутилового эфира, который трудно получить другими способами: трет-бутилхлорид вводят в реакцию с карбонатом серебра.
Интерес к реакции Вильямсона связан также с получением краун-эфиров. В этих процессах катион металла в алкоголяте выполняет роль матрицы при сборке макроцикла. Радиус ионов лития, натрия и калия соответствует размеру полости в 12-краун-4, 15-краун-5 и 18-краун-6, и наличие этих катионов сильно повышает выход соответствующих краун-эфиров.

### Другие методы
Метиловые простые эфиры получают по реакции спиртов с диазометаном в присутствии кислот Льюиса (фторида бора, хлорида алюминия и др.).
{\displaystyle {\mathsf {ROH+CH_{2}N_{2}{\xrightarrow[{}]{Al(OR')_{3}}}ROCH_{3}}}}

## Химические свойства
Простые эфиры являются химически инертными веществами. Они устойчивы ко многим реагентам основной природы: не реагируют с гидридами, амидами щелочных металлов, комплексными гидридами, щелочными металлами. Также простые эфиры не гидролизуются щелочами.

### Основные свойства
Химическая инертность простых эфиров позволяет применять их в качестве растворителей. В частности, они используются в реакциях восстановления алюмогидридом лития и магнийорганическом синтезе. Их сольватирующая способность объясняется тем, что они являются жёсткими основаниями Льюиса и образуют устойчивые комплексы с реактивами Гриньяра, литийорганическими соединениями, а также другими типичными кислотами Льюиса.
{\displaystyle {\mathsf {(C_{2}H_{5})_{2}O+BF_{3}\rightarrow (C_{2}H_{5})_{2}O\cdot BF_{3}}}}
Также простые эфиры образуют комплексы с галогенами. Например, раствор иода в диэтиловом эфире имеет коричневую окраску, а не фиолетовую, как в алканах, что объясняется образованием комплекса и изменением спектра поглощения. С очень сильными алкилирующими реагентами простые эфиры образуют соли триалкилоксония.
{\displaystyle {\mathsf {R_{2}O+RF{\xrightarrow[{}]{SbF_{5}}}R_{3}O^{+}SbF_{6}^{-}}}}

### Кислотное расщепление
Концентрированные бромоводородная и иодоводородная кислоты (48 %) при нагревании до 120—150 °С расщепляют простые эфиры с образованием спирта и галогеналкана. Легче всего расщепляются простые эфиры, имеющие третичную алкильную группу. Эту реакцию в 1861 году открыл А. М. Бутлеров.
Механизм кислотного расщепления основан на реакции SN1 или SN2, которая протекает в эфире, протонированном по атому кислорода. Если эфир содержит первичные или вторичные заместители, галогенид-ион атакует его протонированную форму по менее замещённому атому углерода. При одновременном присутствии первичной и вторичной алкильной группы галогенид селективно атакует первичную группу, в результате чего образуются первичный галогенид и вторичный спирт.
{\displaystyle {\mathsf {CH_{3}OCH(CH_{3})_{2}{\xrightarrow[{}]{H^{+}}}CH_{3}OH^{+}CH(CH_{3})_{2}{\xrightarrow[{}]{I^{-}}}CH_{3}I+HOCH(CH_{3})_{2}}}}
Простые эфиры с третичными заместителями реагируют по механизму SN1 в более мягких условиях. Их можно расщеплять трифторуксусной кислотой. Аналогичное действие на простые эфиры оказывают хлорид бора и бромид бора, но в их случае расщепление происходит уже при −20 °С, что может быть полезно в том случае, когда в жёстких условиях протекают побочные реакции.
Метил- и этилалкиловые эфиры расщепляют иодоводородной кислотой, чтобы количественно определить наличие метокси- и этоксигрупп по методу Цейзеля. Выделившиеся при такой обработке метилиодид и этилиодид пропускают через раствор нитрата серебра и определяют их количество по массе выпавшего иодида серебра либо окислением (по количеству образовавшегося иода).

### Радикальное галогенирование
По аналогии с алканами, простые эфиры вступают в реакции радикального галогенирования, однако в случае эфиров эта реакция протекает региоселективно по положению, соседнему с атомом кислорода (по α-положению). Эта селективность связана с тем, что галогенирование протекает через образование особо устойчивого радикала, где 2p-орбиталь с неспаренным электроном перекрывается с 2p-орбиталью, на которой находится неподелённая электронная пара атома кислорода.
{\displaystyle {\mathsf {CH_{3}CH_{2}OCH_{2}CH_{3}+Cl_{2}{\xrightarrow[{}]{hv,~-20~^{\circ }C}}CH_{3}CHClOCH_{2}CH_{3}+HCl}}}

### Окисление
При доступе воздуха, особенно на свету, простые эфиры окисляются по радикальному механизму и образуют неустойчивые гидропероксиды и пероксиды, которые могут разлагаться со взрывом. Это известно из многочисленных случаев взрывов при перегонке эфиров, которые происходили из-за накопления в кубе менее летучих пероксидов и их резкого разложения при попытке отогнать растворитель досуха. Катализировать этот процесс могут любые источники радикалов.
{\displaystyle {\mathsf {CH_{3}CH_{2}OCH_{2}CH_{3}+R\cdot \rightarrow CH_{3}CH_{2}OCH^{\cdot }CH_{3}}}}
{\displaystyle {\mathsf {CH_{3}CH_{2}OCH^{\cdot }CH_{3}+O_{2}\rightarrow CH_{3}CH_{2}OCH(OO^{\cdot })CH_{3}}}}
{\displaystyle {\mathsf {CH_{3}CH_{2}OCH(OO^{\cdot })CH_{3}+CH_{3}CH_{2}OCH_{2}CH_{3}\rightarrow CH_{3}CH_{2}OCH(OOH)CH_{3}+CH_{3}CH_{2}OCH^{\cdot }CH_{3}}}}
трет-Бутилметиловый и трет-амилметиловый эфиры более устойчивы к радикальному окислению и образуют меньше пероксидов. Предотвратить этот процесс можно при помощи ловушек радикалов, например фенолов и аминов. Часто в диэтиловый эфир добавляют ионол (1-30 мг/кг) либо другие стабилизаторы.

## Применение
Простые эфиры используются как растворители для жиров, смол, красителей и лаков. Также они используются в качестве растворителей в органических реакциях. Некоторые эфиры применяют как анестетики, топливные присадки для повышения октанового числа и смазочные масла. Некоторые простые эфиры являются инсектицидами и фумигантами, поскольку их пары токсичны для насекомых.
Ариловые простые эфиры находят применение в качестве антиоксидантов и консервантов. Некоторые ароматические простые эфиры имеют приятный запах, благодаря чему их используют в парфюмерной промышленности.